# 中位泥炭藓
中位泥炭藓（学名：Sphagnum magellanicum）为泥炭藓科泥炭藓属下的一个种。